# Kirchhoffsches Strahlungsgesetz
Das kirchhoffsche Strahlungsgesetz beschreibt den Zusammenhang zwischen Absorption und Emission eines realen Körpers im thermischen Gleichgewicht. Es besagt, dass Strahlungsabsorption und -emission bei gegebener Wellenlänge einander entsprechen: Ein Körper, der gut absorbiert, strahlt auch gut.
Der deutsche Physiker Gustav Robert Kirchhoff formulierte das Strahlungsgesetz 1859, während er das Verfahren der Spektroskopie entwickelte. Es bildete den Grundstein der Untersuchung der Wärmestrahlung und so auch von Max Plancks Quantenhypothese.

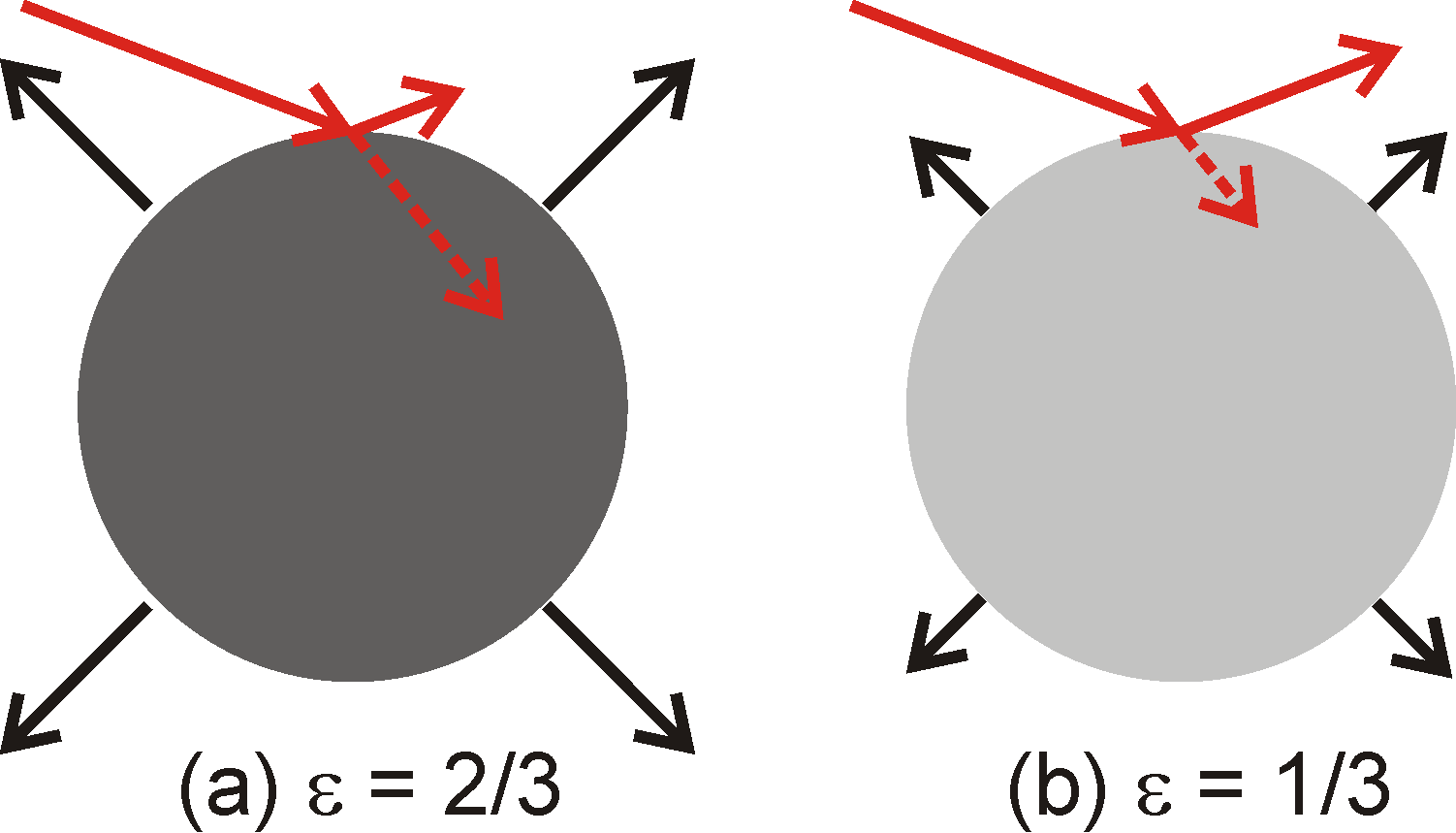
Kirchhoffsches Strahlungsgesetz: (a) Ein Körper, der gut absorbiert, strahlt auch gut. (b) Umgekehrter Fall.

Seit dem Jahr 2023 gibt es unter Forschern eine anhaltende Kontroverse darüber, ob das Gesetz gebrochen werden kann.

## Begriffe
- Die spektrale Strahldichte {\displaystyle L_{\Omega \nu }(\beta ,\varphi ,\nu ,T)} (Einheit: W m−2 Hz−1 sr−1) eines Körpers der Temperatur {\displaystyle T} gibt an, welche Strahlungsleistung der Körper bei der Frequenz {\displaystyle \nu } in die durch den Polarwinkel {\displaystyle \beta } und den Azimutwinkel {\displaystyle \varphi } gegebene Richtung pro Flächeneinheit, pro Frequenzintervall und pro Raumwinkeleinheit aussendet. Die spektrale Strahldichte {\displaystyle L_{\Omega \nu }^{0}(\nu ,T)} eines Schwarzen Körpers ist richtungsunabhängig und durch das plancksche Strahlungsgesetz gegeben.

- Die spektrale Bestrahlungsdichte {\displaystyle K_{\Omega \nu }(\beta ,\varphi ,\nu )} (Einheit: W m−2 Hz−1 sr−1) ist die Strahlungsleistung, die bei der Frequenz {\displaystyle \nu } aus der durch den Polarwinkel {\displaystyle \beta } und den Azimutwinkel {\displaystyle \varphi } gegebenen Richtung pro Flächeneinheit, pro Frequenzintervall und pro Raumwinkeleinheit auf den Körper trifft. Die spektrale Bestrahlungsdichte ist stets gleich der spektralen Strahldichte des umgebenden Strahlungsfeldes. Ist der Körper von Hohlraumstrahlung umgeben, so sind deren spektrale Strahldichte und damit auch die spektrale Bestrahlungsdichte gegeben durch das plancksche Strahlungsgesetz.

- Der gerichtete spektrale Absorptionsgrad {\displaystyle a_{\nu }^{\prime }(\beta ,\varphi ,\nu ,T)} gibt an, welchen Bruchteil der Körper bei der Temperatur {\displaystyle T} und der Frequenz {\displaystyle \nu } von der aus der Richtung ({\displaystyle \beta ,\varphi }) kommenden spektralen Bestrahlungsdichte absorbiert.

- Der gerichtete spektrale Emissionsgrad {\displaystyle \varepsilon _{\nu }^{\prime }(\beta ,\varphi ,\nu ,T)} ist das Verhältnis der von einem Körper der Temperatur {\displaystyle T} bei der Frequenz {\displaystyle \nu } in die Richtung {\displaystyle (\beta ,\varphi )} emittierten spektralen Strahldichte zu der von einem Schwarzen Körper derselben Temperatur emittierten spektralen Strahldichte:

{\displaystyle \varepsilon _{\nu }^{\prime }(\beta ,\varphi ,\nu ,T)={\frac {L_{\Omega \nu }(\beta ,\varphi ,\nu ,T)}{L_{\Omega \nu }^{0}(\nu ,T)}}}.

## Herleitung
Der betrachtete Körper sei mit Hohlraumstrahlung der Temperatur {\displaystyle T} im thermischen Gleichgewicht. Der Körper wird nach Maßgabe seines Absorptionsgrades einen Teil der auftreffenden Strahlung absorbieren. Damit das Gleichgewicht erhalten bleibt, muss er jeweils bei denselben Frequenzen in dieselben Richtungen die absorbierte Energiemenge wieder ausstrahlen, um die dem Hohlraum entnommene Energie zu ersetzen.
Für die Frequenz {\displaystyle \nu } und die Richtung ({\displaystyle \beta ,\varphi }) ist die absorbierte Strahlungsleistung gegeben durch
{\displaystyle a_{\nu }^{\prime }(\beta ,\varphi ,\nu ,T)\cdot K_{\Omega \nu }(\beta ,\varphi ,\nu )=a_{\nu }^{\prime }(\beta ,\varphi ,\nu ,T)\cdot L_{\Omega \nu }^{0}(\nu ,T)}.
Die emittierte Strahlungsleistung ist gegeben durch die spektrale Strahldichte des Körpers
{\displaystyle L_{\Omega \nu }(\beta ,\varphi ,\nu ,T)}.
Im thermischen Gleichgewicht müssen absorbierte und emittierte Strahlungsleistung gleich sein:
{\displaystyle L_{\Omega \nu }(\beta ,\varphi ,\nu ,T)=a_{\nu }^{\prime }(\beta ,\varphi ,\nu ,T)\cdot L_{\Omega \nu }^{0}(\nu ,T)}.
Umstellen ergibt
{\displaystyle {\frac {L_{\Omega \nu }(\beta ,\varphi ,\nu ,T)}{a_{\nu }^{\prime }(\beta ,\varphi ,\nu ,T)}}=L_{\Omega \nu }^{0}(\nu ,T)}.
In dieser Form war das kirchhoffsche Gesetz bereits im 19. Jahrhundert bekannt (Kirchhoff, 1859). Auf der linken Seite stehen Größen, die von den speziellen Eigenschaften des betrachteten Körpers abhängen, während aufgrund thermodynamischer Argumente im Zusammenhang mit der Hohlraumstrahlung bereits bekannt war, dass die Funktion auf der rechten Seite eine von den Körpereigenschaften unabhängige universelle Funktion allein der Wellenlänge und der Temperatur sein muss („kirchhoffsche Funktion“). Diese Funktion konnte später von Max Planck explizit angegeben werden und ist heute als plancksches Strahlungsgesetz bekannt.
Dieser Formulierung ist auch zu entnehmen, dass die spektrale Strahldichte eines Körpers, dessen Absorptionsgrad für alle Richtungen und Frequenzen den Wert 1 annimmt, mit der durch das plancksche Strahlungsgesetz gegebenen spektralen Strahldichte übereinstimmt: Ein Schwarzer Körper ist ein planckscher Strahler.
Da die spektrale Strahldichte des Körpers proportional zum Absorptionsgrad anwachsen muss, um Konstanz der rechten Seite zu gewährleisten, der Absorptionsgrad aber den Wert 1 nicht überschreiten kann, kann die spektrale Strahldichte des Körpers nicht über die spektrale Strahldichte des Schwarzen Körpers hinaus ansteigen: Kein Körper kann mehr Strahlung emittieren als ein Schwarzer Körper gleicher Temperatur.
Der Schwarze Körper wird daher als Referenz verwendet. Bezieht man die spektrale Strahldichte eines Körpers durch Einführung seines Emissionsgrades auf die spektrale Strahldichte des Schwarzen Körpers
{\displaystyle L_{\Omega \nu }(\beta ,\varphi ,\nu ,T)=\varepsilon _{\nu }^{\prime }(\beta ,\varphi ,\nu ,T)\cdot L_{\Omega \nu }^{0}(\nu ,T)},
so liefert Gleichsetzen der absorbierten und emittierten spektralen Strahldichten:
{\displaystyle a_{\nu }^{\prime }(\beta ,\varphi ,\nu ,T)\cdot L_{\Omega \nu }^{0}(\nu ,T)=\varepsilon _{\nu }^{\prime }(\beta ,\varphi ,\nu ,T)\cdot L_{\Omega \nu }^{0}(\nu ,T)\Leftrightarrow a_{\nu }^{\prime }(\beta ,\varphi ,\nu ,T)=\varepsilon _{\nu }^{\prime }(\beta ,\varphi ,\nu ,T)}.
Im thermischen Gleichgewicht sind für dieselben Frequenzen und Richtungen der gerichtete spektrale Absorptionsgrad und der gerichtete spektrale Emissionsgrad gleich:
| {\displaystyle a_{\nu }^{\prime }=\varepsilon _{\nu }^{\prime }} |
| Gute Absorber sind gute Emitter.                                 |

Das kirchhoffsche Strahlungsgesetz gilt zunächst im thermischen Gleichgewicht, wenn also die Strahlungsbilanz zwischen dem strahlenden Körper und dem mit ihm wechselwirkenden Strahlungsbad ausgeglichen ist. Es gilt in der Regel auch in sehr guter Näherung für Körper, die nicht im thermischen Gleichgewicht mit der Umgebung stehen, solange sich ihre gerichteten spektralen Absorptions- und Emissionsgrade unter diesen Bedingungen nicht verändern.

## Einschränkungen

### Integrierte Strahlungsgrößen
Die Gleichheit von Absorptions- und Emissionsgrad gilt in voller Allgemeinheit nur für den gerichteten spektralen Absorptionsgrad und den gerichteten spektralen Emissionsgrad. Diese Größen, die die explizite Richtungs- und Frequenzabhängigkeit der Absorptions- und Emissionsvorgänge beschreiben, sind oft jedoch nicht verfügbar. Bekannt ist für ein Material meist nur der über alle Richtungen des Halbraums integrierte hemisphärische spektrale Emissionsgrad {\displaystyle \varepsilon _{\nu }(\nu ,T)} oder der über alle Frequenzen integrierte gerichtete Gesamtemissionsgrad {\displaystyle \varepsilon ^{\prime }(\beta ,\varphi ,T)} oder der über alle Richtungen des Halbraums und über alle Frequenzen integrierte hemisphärische Gesamtemissionsgrad {\displaystyle \varepsilon (T)}. Hier gilt die Gleichheit mit den entsprechenden integrierten Absorptionsgraden nur in Spezialfällen, zumal die integrierten Absorptionsgrade auch von der Richtungs- und Frequenzverteilung der einfallenden Strahlung abhängen, also im Gegensatz zu den Emissionsgraden keine reinen Materialeigenschaften sind.
Die wichtigsten Fälle, in denen das kirchhoffsche Strahlungsgesetz trotzdem gültig bleibt, sind die folgenden:
- für diffus (also mit richtungsunabhängigem Emissionsgrad) strahlende Oberflächen ist der hemisphärische spektrale Absorptionsgrad gleich dem hemisphärischen spektralen und dem gerichteten spektralen Emissionsgrad:

{\displaystyle a_{\nu }(\nu ,T)=\varepsilon _{\nu }(\nu ,T)=\varepsilon _{\nu }^{\prime }(\nu ,T)}
- für grau (also mit frequenzunabhängigem Emissionsgrad) strahlende Oberflächen ist der gerichtete Gesamtabsorptionsgrad gleich dem gerichteten Gesamtemissionsgrad und dem gerichteten spektralen Emissionsgrad:

{\displaystyle a^{\prime }(\beta ,\varphi ,T)=\varepsilon ^{\prime }(\beta ,\varphi ,T)=\varepsilon _{\nu }^{\prime }(\beta ,\varphi ,T)}
- für diffus und grau strahlende Oberflächen ist der hemisphärische Gesamtabsorptionsgrad gleich dem hemisphärischen Gesamtemissionsgrad und dem gerichteten spektralen Emissionsgrad:

{\displaystyle a(T)=\varepsilon (T)=\varepsilon _{\nu }^{\prime }(T)}
Reale Körper sind oft in guter Näherung diffuse Strahler. Die Forderung nach grau strahlender Oberfläche ist meist schlecht erfüllt, kann aber näherungsweise als gegeben angesehen werden, wenn absorbierte und emittierte Strahlung nur in den Frequenzbereichen merkliche Intensitäten aufweisen, in denen der Emissionsgrad näherungsweise konstant ist.
- Nichtmetalle (d. h. elektrische Nichtleiter, Dielektrika) verhalten sich in der Regel in guter Näherung als diffuse Strahler. Außerdem ist ihr gerichteter spektraler Emissionsgrad in vielen Fällen für Wellenlängen über ca. 1 bis 3 μm näherungsweise konstant. Für den Strahlungsaustausch im langwelligen Bereich (Wärmestrahlung bei nicht zu hohen Temperaturen) können Dielektrika daher oft näherungsweise als diffuse graue Strahler behandelt werden und es ist {\displaystyle a(T)\approx \varepsilon (T)}.
- Bei Metallen (d. h. elektrischen Leitern) hingegen lässt die Richtungsabhängigkeit des Emissionsgrades in der Regel keine Näherung durch einen diffusen Strahler zu. Außerdem ist ihr spektraler Emissionsgrad auch bei großen Wellenlängen nicht konstant, so dass sie auch keine grauen Strahler darstellen; es ist daher in der Regel {\displaystyle a(T)\neq \varepsilon (T)}. Oxidschichten oder Verschmutzungen können die Strahlungseigenschaften von Metallen verändern und denen von Dielektrika annähern.

Auch Dielektrika lassen sich nicht mehr als Graue Strahler behandeln, wenn der zu betrachtende Strahlungsaustausch kürzerwellige Spektralbereiche mit einschließt, wenn also insbesondere die Absorption von Sonnenstrahlung zu betrachten ist. Dielektrika haben typischerweise für Wellenlängen unterhalb von 1 bis 3 μm relativ niedrige, darüber relativ hohe spektrale Absorptions- und Emissionsgrade. Die Sonnenstrahlung liegt im Bereich geringen Absorptionsgrades, wird also, integriert über alle Wellenlängen, gering absorbiert. Die thermische Abstrahlung liegt im Bereich hoher Emissionsgrade, wird also, integriert über alle Wellenlängen, effektiv emittiert. Ähnliches gilt für Metalle, bei denen der spektrale Emissionsgrad bei kurzen Wellenlängen höher als bei größeren Wellenlängen ist. In diesen Fällen können Gesamtabsorptionsgrade und Gesamtemissionsgrade verschiedene Werte annehmen.
Die folgende Tabelle vergleicht den hemisphärischen Gesamtabsorptionsgrad {\displaystyle a} für Sonnenstrahlung und den hemisphärischen Gesamtemissionsgrad {\displaystyle \varepsilon } bei T = 300 K für einige Materialien:
| Material           | {\displaystyle a} | {\displaystyle \varepsilon } |
| ------------------ | ----------------- | ---------------------------- |
| Dachpappe, schwarz | 0,82              | 0,91                         |
| Ziegel, rot        | 0,75              | 0,93                         |
| Zinkweiß           | 0,22              | 0,92                         |
| Schnee, sauber     | 0,20…0,35         | 0,95                         |
| Chrom, poliert     | 0,40              | 0,07                         |
| Gold, poliert      | 0,29              | 0,026                        |
| Kupfer, poliert    | 0,18              | 0,03                         |
| Kupfer, oxidiert   | 0,70              | 0,45                         |

Weiß gestrichene Flächen können in der Sonnenstrahlung relativ kühl bleiben (geringe Strahlungsabsorption, hohe Wärmeemission). Andererseits können Metallfolien mit speziellen selektiven Beschichtungen sich in der Sonnenstrahlung stark aufheizen (Strahlungsabsorptionsgrad bis 0,95, Wärmeemissionsgrad < 0,05, Verwendung in Sonnenkollektoren als „Wärmefallen“). Weiß lackierte Heizkörper können im Tageslicht (d. h. im Sonnenspektrum) freundlich hell erscheinen (geringe Absorption), während sie im langwelligen Bereich die Wärme gut abstrahlen (hohe Emission). Schnee wird durch Sonnenstrahlung nur langsam geschmolzen (Sonnenstrahlung liegt im Bereich geringer Absorption), durch die Wärmeabstrahlung einer Wand dagegen viel schneller: Wärmestrahlung liegt im Bereich hoher Emission, also auch hoher Absorption.

### Außerhalb des thermischen Gleichgewichts
Die Gleichheit von Absorptions- und Emissionsgrad muss im thermischen Gleichgewicht jeweils für alle Richtungen und für alle Frequenzen gewahrt bleiben. Im Nichtgleichgewicht können Abweichungen hiervon auftreten:
- Beugungsseffekte an der Oberfläche können einfallende Strahlung in eine andere Richtung umlenken, so dass in jener Richtung insgesamt mehr Strahlungsleistung abgegeben wird als selbst für einen Schwarzen Körper zulässig wäre ({\displaystyle \varepsilon >1}). Dies bedeutet jedoch keine Verletzung der Energieerhaltung, da die überschüssige Energie nur umverteilt wurde und anderswo fehlt. In der Summe über alle Winkel bleibt die Energieerhaltung gewahrt.
- Ein optisch nichtlinearer (z. B. fluoreszierender) Körper kann Strahlung einer Frequenz absorbieren und mit einer anderen Frequenz abstrahlen. Wieder handelt es sich nur um eine Umverteilung: Die Energieerhaltung ist für eine bestimmte Frequenz nicht gegeben, wohl aber integriert über alle Frequenzen.

## Anwendungsbeispiele
- Gut reflektierende Körper absorbieren wenig Strahlung, sind also auch selbst schlechte Strahler. So sind Rettungsdecken oft aus reflektierendem Material gemacht, um möglichst wenig Wärme über Strahlung zu verlieren. Thermoskannen sind inwendig verspiegelt, um einerseits die Wärmestrahlung eines warmzuhaltenden Inhalts zu reflektieren und andererseits möglichst wenig eigene Wärmestrahlung an einen kaltzuhaltenden Inhalt abzugeben.
- Ein Brennofen werde erhitzt und im thermischen Gleichgewicht gehalten. Dann sind im Innern des Ofens keine Strukturen erkennbar: Gegenstände im Ofen, die die Strahlung gut absorbieren, sind auch gute Strahler. Gegenstände, die schlecht absorbieren, sind entweder transparent (Gase) oder sie reflektieren den Teil der Strahlung, den sie nicht selbst ausstrahlen. Alle Elemente im Ofen weisen somit die gleiche Strahlungsdichte auf und können deshalb anhand der Strahlung nicht unterschieden werden.

Allgemein: Wenn ein Körper, gleich welcher Art, mit der thermischen Strahlung im Vakuum im thermischen Gleichgewicht steht, ist seine emittierte und reflektierte Gesamtstrahlung immer gleich der Schwarzkörperstrahlung. (Diese Tatsache wird manchmal auch als zweites kirchhoffsches Gesetz bezeichnet).
- Ein transparent erscheinender Körper absorbiert im sichtbaren Spektralbereich keine Strahlung, folglich kann er in diesem Bereich auch keine Strahlung aussenden. Da die Erdatmosphäre transparent ist, kann sie auf sichtbaren Wellenlängen kein thermisch angeregtes Licht ausstrahlen. Licht, das aus der Atmosphäre stammt, ist entweder an Verunreinigungen oder den Luftmolekülen gestreutes Sonnenlicht (Diffusstrahlung) oder entsteht in den höheren Schichten durch Rekombination ionisierter Luftmoleküle (Airglow) bzw. Stoßanregung (Polarlicht). In anderen selektiven Wellenlängenbereichen hingegen absorbieren in der Luft enthaltene Spurengase (Wasserdampf, Kohlendioxid, Ozon) teilweise sehr intensiv, die dann auf denselben Wellenlängen auch ebenso intensiv thermische Strahlung abgeben (Treibhausgase). Wäre das Auge in diesen Bereichen empfindlich, erschiene ihm die Atmosphäre, weil gleichzeitig emittierend und absorbierend, als leuchtender Nebel.
- Die fraunhoferschen Linien im Sonnenspektrum entstehen dadurch, dass Gase in kühleren Bereichen der Photosphäre oder in der Erdatmosphäre bestimmte Wellenlängen des von tieferen Photosphärenschichten ausgesandten Lichts absorbieren. Beobachtet man ein solches Gas unter Bedingungen, bei denen es selbst Licht aussendet, so setzt sich dieses Licht aus Spektrallinien zusammen, welche bei genau denselben Wellenlängen auftreten wie die von diesem Gas verursachten fraunhoferschen Linien. Das Gas emittiert also auf jenen Wellenlängen besonders gut, bei denen es auch gut absorbiert.

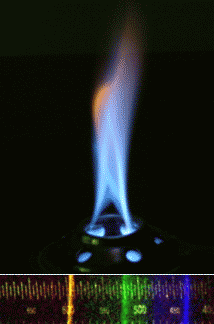
Blauleuchtende Spiritusflamme und ihr Linienspektrum.

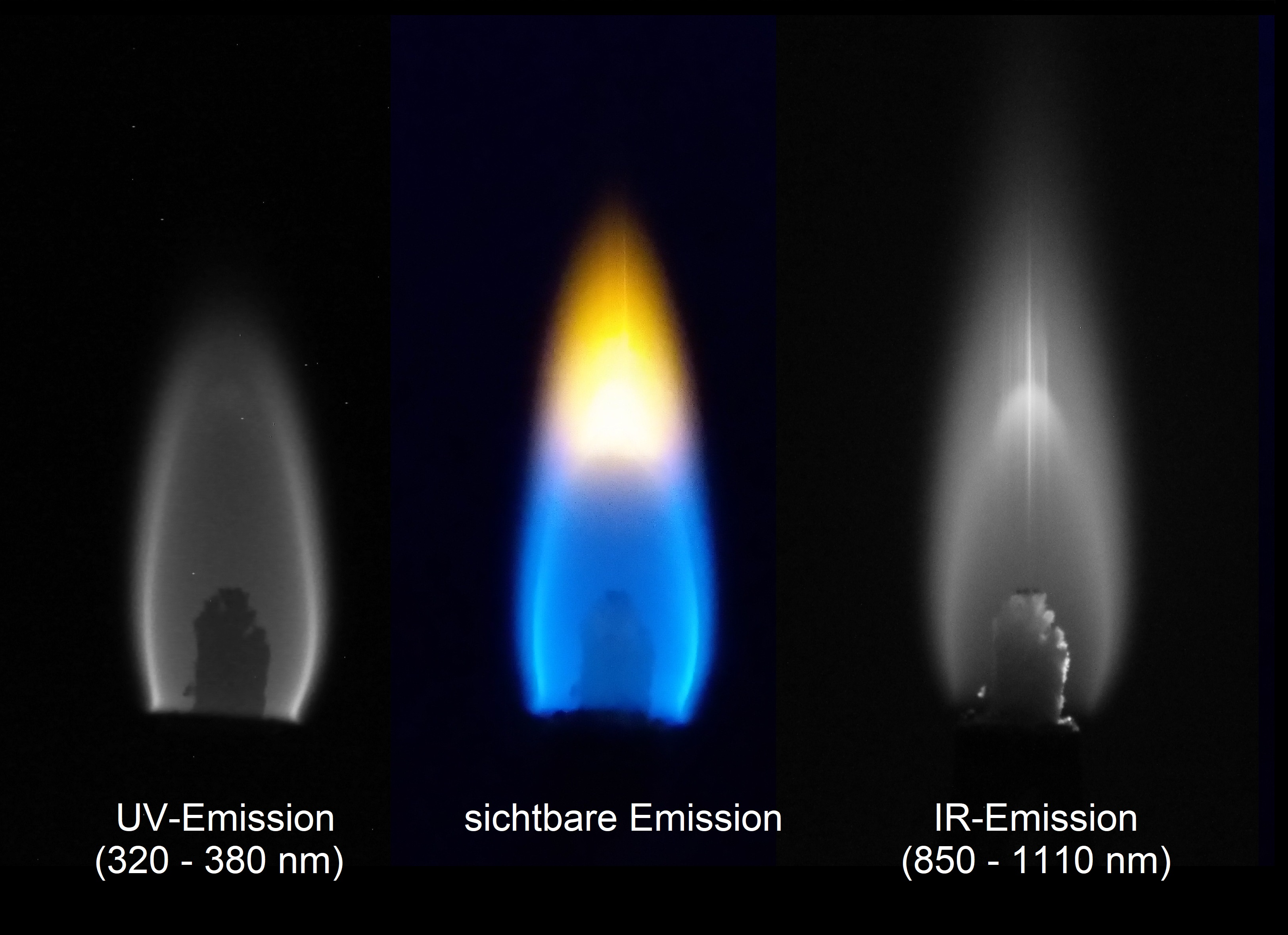
Spiritusflamme, Lichtemission UV – sichtbar – IR

- Spiritusflamme, Lichtemission UV – sichtbar – IRHeiße Gasflammen strahlen wenig Licht ab. Das bläuliche Licht entsteht aus Strahlungsanregungen der Gasmoleküle (siehe Bild). In Feuerungen geschieht die Wärmeübertragung überwiegend durch Flammenstrahlung, welche daher durch Wahl geeigneter Verbrennungsbedingungen oder durch Zusatzstoffe möglichst intensiv gehalten werden muss. Bei reduzierter Sauerstoff-Zufuhr bildet sich wegen unvollständiger Verbrennung schwarzer Ruß, der wie ein Schwarzer Körper leuchtet (siehe auch Kerze). Die Rußproduktion kann auch durch Zusatz von kohlenstoffreichen Kohlenwasserstoffen oder Kohlenstaub gesteuert werden (Carburierung). Lediglich auf den im Infraroten gelegenen Emissionslinien der Verbrennungsprodukte Wasserdampf und Kohlendioxid (Treibhausgase) gibt die Flamme auch ohne Rußpartikel Strahlung ab.

Beispiele, auf die das kirchhoffsche Strahlungsgesetz nicht anwendbar ist:
- Eine Kaltlichtlampe (z. B.: Leuchtdiode, Leuchtstofflampe) emittiert auf einzelnen Wellenlängen deutlich mehr Strahlungsenergie als ein gleichwarmer Schwarzer Körper. Das Kirchhoffsche Gesetz lässt Emissionsgrade größer eins für thermische Strahler nicht zu. Es ist hier aber nicht anwendbar, da in diesen Lampen das Licht nicht thermisch, sondern durch andere Anregungsarten erzeugt wird (siehe Lumineszenz).